# Berberis pingbaensis
Berberis pingbaensis là một loài thực vật có hoa trong họ Hoàng mộc. Loài này được M.T.An mô tả khoa học đầu tiên năm 2008.